# Sharon Vandromme
Sharon Vandromme (Roeselare, Flandes Occidental, 2 d'octubre de 1983) va ser una ciclista belga que fou professional del 2003 al 2007. Va combinar la carretera amb la pista. Va participar en els Jocs Olímpics de 2004.

## Palmarès en pista
- 2008
  -  Campiona de Bèlgica en puntuació